# А Флок ъф Сийгълс
„А Флок Ъф Сийгълс“ (на английски: A Flock of Seagulls) е английска ню уейв група, с корени в Ливърпул.
Нейни родоначалници са братята Майкъл (Майк) Скор (кийборд, вокали) и Алистър (Али) Джеймс Скор (барабани), а Франсис (Франк) Лий Модсли (бас китара) и Пол Рейнолдс (китара) ги допълват.
Групата регистрира няколко международни хит сингъла, включително I Ran (So Far Away), Space Age Love Song, Wishing (If I Had a Photograph of You) и The More You Live, the More You Love, както и видеоклипа към песента I Ran (So Far Away). А Флок Ъф Сийгълс има една награда Грами.

## История
А Флок Ъф Сийгълс води началото си от Майк Скор и брат му Али, годината е 1979, а родина – Ливърпул. Името е взето от песента Toiler on the Sea на Стренглърс, по думите на Майк Скор. Майк, който преди това е фризьор, свири на кийборд, китара и вокали; Али свири на барабани, а приятелят им Френсис Модсли е на бас китара. Първият китарист Уили Уу напуска и е заменен от Пол Рейнолдс от Синдисбинтрипин. След като репетира над салона на Скор, групата започва да свири в клубове и в крайна сметка завоюват звукозаписен контракт.
В крайна сметка, под опеката на Томи Кросан и Мик Роси (Чекмаунт Лимитид), те започват да издават сингли, което става с Джайв Рекърдс. Групата издава ий-пито Telecommunication, както и два сингъла – It's Not Me Talking и Telecommunication (и двата продуцирани от Нелсън), излизайки на лейбъла на Бил Нелсън, Кокто. През 1982 г. третият сингъл на групата I Ran (So Far Away), който е продуциран от Майк Хаулит, преди това басист на Гонг, става международен хит. Тя застава начело на австралийските класации, и е в Топ 10 в Щатите и Нова Зеландия. Съдържащият я албум, A Flock of Seagulls, както и сингълът Space Age Love Song, също имат успех. В края на 1982 г. групата се намира в голям подем в родната страна, тъй като песента Wishing (If I Had a Photograph of You), първият сингъл от следващия албум Listen, достига Топ 10. По-късно, групата е приветствана за това, че предоставя територия за други музикални състави в ерата, когато навлизат видеоклиповете, но, както се оказва, 1982 г. е годината на най-големия комерсиален и критически успех за А Флок Ъф Сийгълс.
Още три сингъла излизат от Listen през 1983 г., но те намират незначителен успех в Обединеното кралство и в чужбина. Срещайки разочарование, групирата реализира нов, трети албум, през 1984 г., наречен The Story of a Young Heart, от който водещ сингъл е The More You Live, the More You Love. Той има умерен успех, но другите два сингъла от него, Never Again (The Dancer) и Remember David не намира успех. Групата претърпява стихващи продажби и губи посока, и се премества във Филаделфия, Пенсилвания, без Пол Рейнолдс. През 1986 г. издават нов албум, Dream Come True, който е остро критикуван и корабокрушира в търговски план. За да промотират албума, два клипа, за Who's That Girl и Heartbeat Like a Drum, са заснети, бързо един след друг, като това е последният път, когато тримата членове са заедно на запис или на живо, чак до 2003 г.

## Следващи години
За следващите осемнадесет години, Майк Скор работят с различни музиканти под флага на А Флок Ъф Сийгълс, като свирят на живо и от време на време правят нови записи. През 1989 г. групата издава сингъл, наречен Magic, който не стига до класациите. Следващият албум, The Light at the End of the World, включва сингъла, но излиза чак през 1996 г., и също не стига до класациите.
През 1999 г. групата прави римейк на песента на Мадона, This Used to Be My Playground, за албума-трибют от 2000 г. за певицата, наречен The World's Greatest 80s Tribute to Madonna. През ноември 2003 г. оригиналният състав (Майк и Али Скор, Пол Рейнолдс и Франк Модсли) се завръща с единично изпълнение на поредицата на Ви-Ейч-Уан Bands Reunited. През септември 2004 г. те се завръщат отново и свирят на няколко пъти в САЩ, но веднага след това се разделят. Майк Скор продължава да прави турнета с Джо Родригез (1999), Пандо (2003) и Майкъл Брам (2003) като А Флок Ъф Сийгълс.
На 4 февруари 2013 г. Скор посочва в профила си в Ютюб, че ще се опита да развие солова кариера. Той издава синглите All I Wanna Do през февруари 2013 г. и Somebody Like You през януари 2014 г. На 1 март 2014 г. Скор издава дебютния си албум Zeebratta.

## Завет
Поради запомнящия се и необичаен стил и появяване, А Флок Ъф Сийгълс са понякога посрещани с иронична оценка. Ню Мюзик Експрес пише: „Разбира се, всеки помни групата с комичната зализана прическа на Майк Скор и факта, че са споменати в Криминале. Така че, сега те са готини, но в началото на 80-те нещата са много по-различни.“ В статия за Гардиън от 2007 г., Алфред Хиклинг описва групата като „ужасна“ и ги сравнява, в негативен план, с колегите им от ливърпулския ню уейв Оу Ем Ди и други музиканти от това време.
Драматичният им стил е обект на критика и пародии, но групата също така е наричана пионерен състав, сграбчил духа на времето за своите години, най-вече с работата с китара на Пол Рейнолдс и звуково многослойните хитове като Space Age Love Song Telecommunication и Modern Love Is Automatic. Групата също така създава успешен концептуален албум с дебюта им, който също така намеква за пришълец, стигнал до Земята. Авторът за Билборд, Робърт Кристго, аплодира техните „механични текстове, касаещи механичния завършек на света“, и добавя, че дебютният албум и следващите продукции са „ушно удоволствие“.
В текстовете на бандата се откриват препратки към дистопични обстановки и дракони.
Клипът за I Ran е направен с нисък бюджет (дори за времето си), но се радва на огромен успех, и е запомнящ се с честата ротация по Ем-Ти-Ви. На групата принадлежи рекордът за най-много пускания на видеоклипове, тъй като от една страна почти няма други видеоклипове в началните години на телевизията, а от друга, има търсене за футуристични образи.
В американския ситком Приятели, актьорите се връщат към 80-те, където Чандлър носи прическа с характерен за А Флок Ъф Сийгълс вид.
Във филма от 1998 Wedding Singer, работник на гише за билети, носещ прическа в стил Майк Скор, пита Роби Харт (Адам Сандлър) дали е почитател на А Флок Ъф Сийгълс.